# Francesco Musotto (1881-1961)
Pour les articles homonymes, voir Musotto.
Ne doit pas être confondu avec Francesco Musotto (1947).
Francesco Musotto né à Pollina (province de Palerme) le 13 mars 1881, mort à Pollina le 4 août 1961, est un magistrat et homme politique italien.
Socialiste et ancien combattant, il est élu député en 1924 sur la liste nationale avant de rapidement s'éloigner du régime fasciste. Après la chute du Gouvernement Mussolini en juillet 1943, il est tour à tour préfet de Palerme, Haut commissaire pour la Sicile, membre de la Consulta Nazionale et de l'Assemblée constituante de la République italienne puis député de 1953 à sa mort.

## Biographie
Issu de la bourgeoisie agraire sicilienne, propriétaire de terres et de fermes entre Cefalù et Pollina, Francesco Musutto obtient un laurea en droit à l'Université de Palerme, et exerce en tant que magistrat puis avocat. 			
Il combat lors de la Première Guerre mondiale et obtient la médaille d'argent de la valeur militaire.			
Membre du mouvement socialiste et proche de la franc-maçonnerie, il est élu, lors des élections générales italiennes de 1924, consécutives à la loi Acerbo, député sur la liste nationale en Sicile aux côtés de Vittorio Emanuele Orlando et Alfredo Cucco. En conflit avec ce dernier et à la tête d'un groupe d'anciens combattants non fascistes, il ne vote pas les mesures exceptionnelles voulues par Mussolini après le meurtre de Matteotti, sans participer à la Sécession aventiniana. 			
Le premier gouvernement Badoglio révoque plusieurs préfets fascistes mais laisse vacant le poste de Palerme, auquel le chef de l'AMGOT, le colonel Charles Poletti, nomme Francesco Musotto malgré l'hostilité des membres du comité de libération local. Afin de rendre aux Palermitains une vie normale, il rouvre les écoles, relance les activités de crédit de la Cassa di Risparmio et engage le déblaiement des rues.
En déclarant « La Sicile est un morceau d'Italie, sans l'Italie » lors de l'investiture du maire indépendantiste Lucio Tasca Bordonaro, il alimente les accusations de proximité avec le mouvement séparatiste. Lorsque l'AMGOT nomme des professeurs sans concours pour rouvrir l'université de Palerme, le préfet ajoute un nom aux dix-sept, celui de son fils Giovanni où il fera sa carrière.
En dépit de l'objection du ministre Guido Jung qui l'accuse d'avoir favoriser le séparatisme et de rétablissement de la mafia, il est le premier Haut commissaire pour la Sicile après le retrait des Alliés de Sicile, avec pour mission de relancer l’administration. À son installation, le 29 mars 1944, il déclare : « Je lance un appel à tous les Siciliens pour qu'ils collaborent à la tâche ardue de la reconstruction. S'unir pour réussir. Le travail d'un seul ne suffit pas... Comme en 1860, l'Italie reprendra sa marche à partir de la Sicile, de la Sicile toujours négligée et sacrifiée, mais maintenant fervente d'espoirs et d'intentions pour sa renaissance. »
Sans répondre aux aspirations du MIS et d'Andrea Finocchiaro Aprile malgré sa proximité intellectuel, il est remplacé par Salvatore Aldisio puis siège à la Consulta Nazionale.à partir de septembre 1945.
Francesco Musotto est élu à l'Assemblée constituante dans les rangs socialistes lors des élections de 1946. Il échoue à entrer à la Chambre des députés en 1948 mais y est envoyé en 1953 et 1958, tout en conservant sa charge d'avocat.

## Famille
L'un de ses fils, Alfredo, commandant du sous-marin Ammiraglio Caracciolo meurt dans le naufrage de celui-ci en 1941. Un autre fils, Giovanni Musotto, est élu député socialiste après une carrière universitaire en droit pénal. Le fils de Giovanni, Francesco, est président de la Province de Palerme et député européen membre de Forza Italia.